# Liste von Flüssen in Antarktika
Die Liste der Flüsse in Antarktika ist eine alphabetische Auflistung von Flüssen auf diesem Kontinent:

## Coatsland
- Treshchiny Baranova

## Königin-Maud-Land
(einschließlich vorgelagerter Inseln)
- Mimefaret
- Mizukumi Stream auf der Ost-Ongul-Insel

## Mac-Robertson-Land
- Reka Mezhozërnaja

## Prinzessin-Elisabeth-Land
- Ellis Rapids
- Talg River
- Tierney Creek
- Tierney River

## Ross-Insel
- Fitzgerald Stream
- Harrison Stream
- Wilson Stream

## Südliche Shetlandinseln

### King George Island
- Basaltbach
- Bing He
- Biologenbach
- Bystry Stream
- Chang He
- Crab Creek
- Cui Xi
- Czech Creek
- Flechtenbach
- Fosa Creek
- Geographenbach
- Geographers Creek
- Geschiebebach
- Gletscherbach
- Granitbach
- Green Creek
- Hochbach
- Holzbach
- Horatiobach
- Hydrographenbach
- Jiaoli He
- Jiuquan He
- Juma He
- Jurabach
- Kiesbach
- Kliffbach
- Moosbach
- Moränenbach
- Möwenbach
- Muddy Stream
- Muschelbach
- Nebelbach
- Normbach
- Observatory Creek
- Ornithologists Creek
- Petrel Creek
- Petrified Forest Creek
- Qingshui He
- Schneebach
- Schrammenbach
- Seal Creek
- Seebärenbach
- See-Elefanten-Bach
- Seeschwalbenbach
- Skuabach
- Station Creek
- Steinbach
- Vanishing Creek
- Walbach
- Windbach
- Xiang Xi
- Xiannü He
- Xianweng He
- Xishi He
- Yuquan He
- Zhenzhu He

### Livingston-Insel
- Bedek Stream
- Belgica Stream
- Eridanus Stream
- Petreles Stream
- Rezovski Creek

## Viktorialand
- Adams Stream
- Aiken Creek
- Alph River
- Andersen Creek
- Andrews Creek
- Ball Stream
- Bohner Stream
- Bowles Creek
- Bulwark Stream
- Canada Stream
- Commonwealth Stream
- Crescent Stream
- Delta Stream
- Doran Stream
- Furlong Creek
- Green Creek
- Harnish Creek
- Hobbs Stream
- House Creek
- Howchin North Stream
- Howchin South Stream
- Huey Creek
- Kite Stream
- Lawson Creek
- Lizotte Creek
- Lost Seal Stream
- Lower Miers Stream
- Lyons Creek
- Maria Creek
- Marshall Stream
- McKay Creek
- McKnight Creek
- Murray Stream
- Miers Stream
- Onyx River
- Packard Stream
- Priscu Stream
- Salmon Stream
- Santa Fe Stream
- Scheuren Stream
- South Stream
- Surko Stream
- Vincent Creek
- Von Guerard Creek
- Walcott North Stream
- Walcott South Stream
- Wales Stream
- Ward Stream
- Wharton Creek

## Wilkesland
- Algae River

- Karte mit allen verlinkten Seiten:
- OSM |
- WikiMap